# Marinekommando Nordafrika
Das Marinekommando Nordafrika, auch Deutsches Marinekommando Nordafrika, war eine Kommandobehörde der Kriegsmarine.

## Geschichte
Als im Frühjahr 1942 der Angriff auf Tobruk begann, wurde ein Führungsstab Nordafrika des Deutschen Marinekommandos Italien eingerichtet, welcher die Marineeinheiten in Afrika führte. Mit der Wahrnehmung der Geschäfte als Chef des Führungsstabes war über das Bestehen der Kapitän zur See Frank Aschmann beauftragt.
Im Oktober 1942 wurde der Stab in Bengasi anstelle des Führungsstabes Nordafrika des Deutschen Marinekommandos Italien, welcher von Anfang 1942 bis dahin die Einheiten in Afrika geführt hatte, aufgestellt. Der Chef der Seetransportstellen in Nordafrika wurde Chef des Marinekommandos Nordafrika und zugleich Marineverbindungsoffizier beim Panzer-AOK Afrika. Die Unterstellung erfolgte unter das Deutsche Marinekommando Italien. Nach dem Fall von Tripolis wurde im Januar 1943 die Dienststelle aufgelöst.
Chef des Marinekommandos Nordafrika war der Chef der Seetransportstellen in Nordafrika, Kapitän zur See Paul Hermann Meixner. Mit der Wahrnehmung der Geschäfte als 1. Admiralstabsoffizier war Kapitänleutnant Wilhelm Meentzen beauftragt.